# Chaoze One

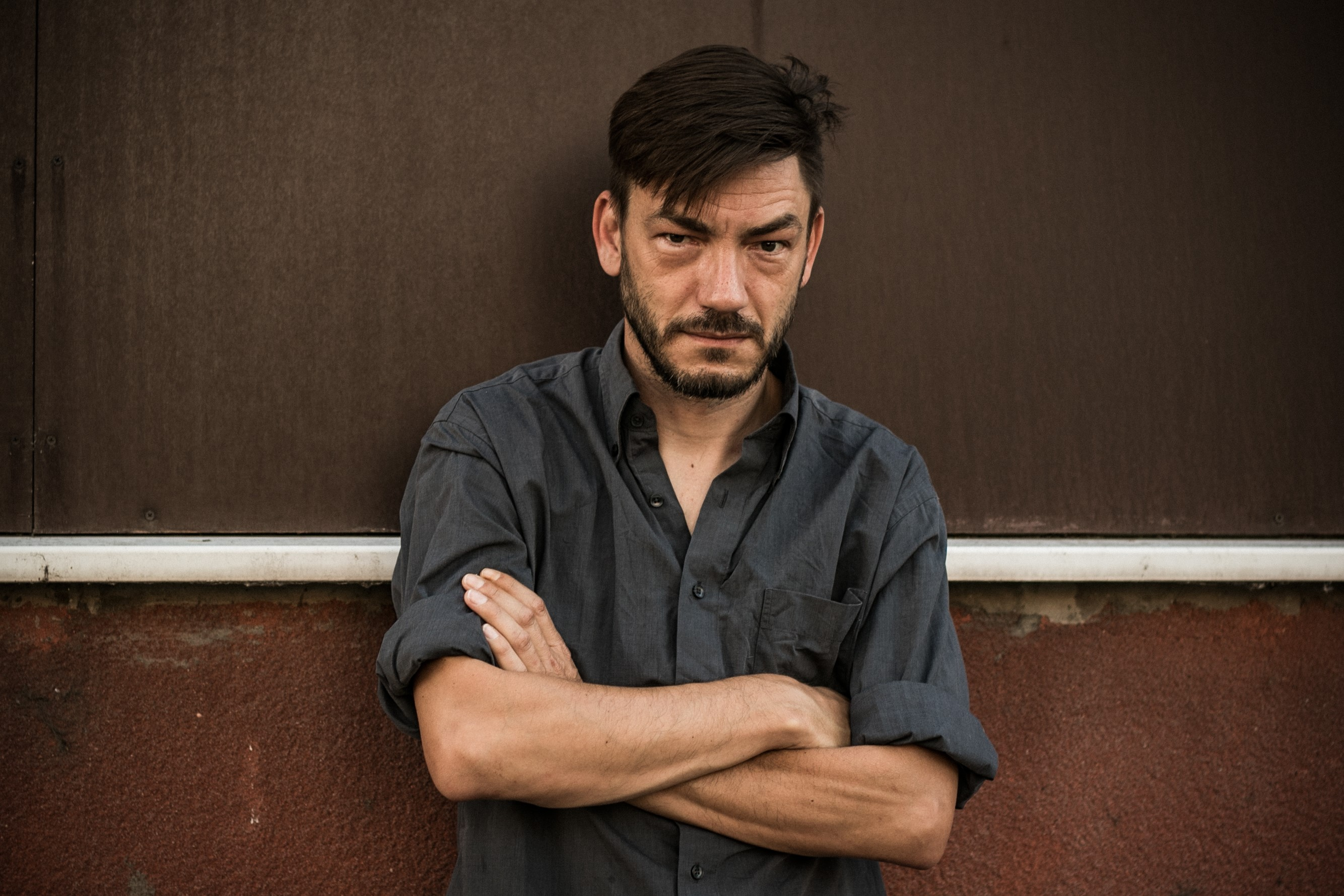
Jan Hertel, 2020

Chaoze One (bürgerlich Jan Hertel) ist ein deutscher Rapper und Autor aus Neustadt an der Weinstraße, der in Mannheim lebt.

## Biographie
Im Jahr 2000 veröffentlichte Jan Hertel unter seinem damaligen Pseudonym Chaoze MC sein erstes Demo-Album Neue Kreise. 2003 folgte das Album Rapression, an dem nun auch andere Künstler wie Deadly T, Irie Révoltés als Gäste mitwirkten und das sein erstes unter Twisted Chords Records veröffentlichte Album war, wo er seit Rapression unter Vertrag ist.
Im Jahr 2004 veröffentlichte Hertel alias Choaze One seine EP Koppstoff und drehte ein Video zu dem gleichnamigen Track. 2007 veröffentlichte er gemeinsam mit Lotta C, sein aktuelles Album Fame (italienisch für Hunger). Er wirkt bei mehreren Projekten linker Musiker mit, so zum Beispiel Perspectives mit Irie Révoltés, Rhyme Guerilla u. a. mit L.J., Callya und Nic Knatterton, und Baila Contra Pobreza mit Lotta C und Microphone Mafia. 2009 veröffentlichte er bei Al Dente Records das Crewalbum La Resistance, wobei der Titel sowohl als Crewname als auch als Albumname fungiert. Chaoze One zeichnet bei dem Projekt, das aus den Mitgliedern von Anarchist Academy, Callya, Meditias, Microphone Mafia, Lotta C und Chaoze One selbst besteht, neben seinen Rap-Parts für die Hälfte der auf dem Album veröffentlichten „Beats“ verantwortlich.
Im Jahr 2011 reiste der Musiker mit der NGO Viva Con Agua de Sankt Pauli e. V. und dem Graffiti-Künstler Rebelzer nach Uganda. Ziel der Reise war die Besichtigung mehrerer Projektgebiete, in denen mit Spendengeldern der NGO in Zusammenarbeit mit der Welthungerhilfe neue Trinkwasserbrunnen realisiert werden konnten. Chaoze One lernte auf dieser Reise die Musiker Bernhard Fischer, Nessejje Julia Mildred und Ricko kennen und nahm mit ihnen spontan den Song Youganda auf, zu dem in der Hauptstadt Kampala auch ein Musikvideo gedreht wurde. Regie führte Julia Drache.
Die taz (Die Tageszeitung) führte ihn am 13. April 2012 im Artikel Gangsta unter brauner Flagge als Beispiel für rechtsextremen Hip-Hop auf. Nach zahlreichen Beschwerden über den Artikel wurde die Behauptung in der Online-Ausgabe des Textes entfernt und ein Hinweis mit einer Richtigstellung hinzugefügt. Außerdem wurde in der folgenden Samstagsausgabe der taz eine Gegendarstellung abgedruckt. Am 8. Mai 2012 veröffentlichte die Zeitung ein Porträt über den Rapper, das sich vor allem mit seinem Engagement für die Initiative Viva con Agua befasst.
Im Jahr 2016 beteiligte sich Chaoze One nach langer kreativer Pause mit einem Video zu den Themen Rechtsterrorismus und alltäglichem Rassismus an der öffentlichen Diskussion. Der Song Das bisschen Totschlag referiert auf ein Lied, das Die Goldenen Zitronen 1994 als Reaktion auf die rassistischen Pogrome und Brandanschläge auf Unterkünfte für Geflüchtete veröffentlichten. Chaoze One arbeitete dafür mit den Schweizer Tanuki Soul Studios zusammen. Für das Video war er selbst unter anderem hinter der Kamera, als Schauspieler und als Regisseur tätig.
In einer im August 2019 veröffentlichten Recherche der ARD und der Süddeutschen Zeitung unter dem Titel Druck von Rechts taucht auch ein Konzert von Chaoze One auf, das er im Juni 2017 in dem Pfälzer Ort Kusel gespielt hat. Die Journalisten erstellen in ihrem Artikel eine Chronik von Einschüchterungsversuchen der Partei AfD auf Kultureinrichtungen in Deutschland. Der AfD-Politiker Joachim Paul stellte im Nachgang des Konzertes im Juni 2017 und im August 2017 zwei kleine Anfragen an die Landesregierung Rheinland-Pfalz. Chaoze One bot daraufhin in seinem Buch Spielverderber, mein Leben zwischen Rap & Antifa der Schule, an der Paul als Lehrer tätig ist, an, Pate für eine Schule ohne Rassismus zu werden. Journalisten der taz hatten im Mai aufgedeckt, dass Joachim Paul unter dem Pseudonym „Karl Ludwig Sand“ für die Zeitschrift hier & jetzt – radikal rechte Zeitschrift redaktionell tätig war.
Im Dezember 2020 gab das Hamburger Indie-Label Grand Hotel van Cleef bekannt, den Rapper unter Vertrag genommen zu haben.

## Diskografie
- 2000: Neue Kreise (Demo-CD / Eigenvertrieb)
- 2003: Rapression (CD; auch als LP / Twisted Chords / Broken Silence)
- 2004: Koppstoff (EP / Twisted Chords / Broken Silence)
- 2005: Rhyme Guerilla – Fight the Power (Internet Soli Release mit anderen linken Musikern)
- 2006: Perspectives (EP mit den MCs von Irie Revoltes / Al Dente Recordz / Alive)
- 2007: Fame (CD; auch als Doppel-LP / Twisted Chords / Broken Silence)
- 2007: G8 illegal (Internet Soli Release mit Mal Élevé von Irie Révoltés)
- 2007: Freiheit herrscht nicht (Beitrag auf Al dente Records Sampler, mit Lotta C)
- 2008: Letztes Kapitel (CD; auch als LP / Twisted Chords / Broken Silence)
- 2008: Nazi aufm Arsch (Internet Release mit Nic Knatterton, Hannes Loh, Lotta C und Johanna)
- 2008: Chaoze One ist braunweiß (Internet Release für den FC St. Pauli)
- 2008: La Resistance (Download Single)
- 2009: 4 Minuten (Internet Release)
- 2009: La Resistance (CD / Al Dente Records / Alive)
- 2011: Youganda (Videoauskopplung / Viva Con Agua e. V.)
- 2016: Das bisschen Totschlag / Get the Fuck Up (Twisted Chords / Digital-Single)
- 2021: Venti (CD; Doppel-LP / Grand Hotel van Cleef)

## Engagement am Theater
- 2017: Gute Pässe, schlechte Pässe (Theater im Pfalzbau, Ludwigshafen / Regie: Helena Waldmann)
- 2018: Volksfest (Nationaltheater Mannheim / Regie: Beata Anna Schmutz)
- 2019: Wie der Soldat das Grammofon repariert (Nationaltheater Mannheim / Regie: Beata Anna Schmutz)[11]
- 2019 Drüben & Drüben (Nationaltheater Mannheim / Regie: Beata Anna Schmutz) als Komponist der Musik zum Stück[11]
- 2022 Brennstoff  (Nationaltheater Mannheim / Regie: Beata Anna Schmutz) als Komponist der Musik zum Stück

## Auftritte als Darsteller
- 2019: Stress (Youtube-Soap zum Thema „Arbeit & Leben“ / COMMUNITYartCENTER Mannheim / Regie: Annette Dorothea Weber)

## Tätigkeiten als Produzent/Songautor
- 2013: Allez (Album / Irie Révoltés / Ferryhouse / Mittexter bei Allez und Continuer unter dem Pseudonym „Jan van Thom“)
- 2019: No Scars Remain (Single / Tanuki Soul Club / Text, Musik & Video)

## Veröffentlichungen als Autor
- 2019: Spielverderber – Mein Leben zwischen Rap & Antifa (Polarise Verlag)[12]
- 2019: Eine ehrenwerte Familie: Die Microphone Mafia – Mehr als nur Musik (Gastbeitrag / Papyrossa Verlag)